# Patrick Bourbeillon
Pour le réalisateur français de cinéma, voir Olivier Bourbeillon.
Patrick Bourbeillon (né le 24 mars 1947 à Angers et mort le 13 juillet 2015 à Bayonne) est un athlète français spécialiste du 100 et du 200 mètres.
Sélectionné pour les Championnats d'Europe de 1969 d'Athènes, il s'adjuge le titre continental du 4 × 100 m aux côtés d'Alain Sarteur, Gérard Fenouil et François Saint-Gilles. L'équipe de France réalise le temps de 38 s 8, soit à quatre dixièmes de seconde du record national établi en finale olympique l'année précédente. En 1972, Patrick Bourbeillon fait partie du relais français se classant septième des Jeux olympiques de Munich.
Licencié au Bordeaux EC, son record personnel sur 100 m est de 10 s 2 (1971). 
Il a été ensuite conseiller technique en région Aquitaine*. 

## Palmarès
| Année | Compétition           | Lieu    | Place | Épreuve   |
| ----- | --------------------- | ------- | ----- | --------- |
| 1969  | Championnats d'Europe | Athènes | 1er   | 4 × 100 m |
| 1972  | Jeux olympiques       | Munich  | 7e    | 4 × 100 m |